# Adolf Hölzel
Adolf Hölzel, efternamnet även stavat Hoelzel och Hölzl, född 13 maj 1853 i dåvarande Olmütz i Mähren, Österrike-Ungern, (nuvarande Olomouc i Tjeckien), död 17 oktober 1934 i Stuttgart, var en tysk målare och konstteoretiker. 

## Biografi
Adolf Hölzel var tidigt en av företrädarna för "Neu-Dachau", kretsen kring Fritz von Uhde. 1894 grundade han en egen konstskola i Dachau tillsammans med Arthur Langhammer och Ludwig Dill. 1906 utsågs han till professor vid konstakademin i Stuttgart.  
Hölzel blev berömd för sin tolvtonade färgcirkel och är därför oftast omnämnd som en teoretiker. Han räknas till impressionisterna men drogs tidigt till abstrakt gestaltande och blev en förebild för många yngre expressionister. Bland hans elever fanns under tidigt 1900-tal Tora Vega Holmström, Axel Törneman, Birger Simonsson, Emil Nolde, Johannes Itten, Oskar Schlemmer och Ida Kerkovius.
I sin undervisning byggde Hölzel vidare på Goethes färglära, kombinerat med dåtida vetenskapliga avhandlingar om spektralfärgerna och tillämpningar av teorier utvecklade av Philipp Otto Runge, Delacroix, Georges-Pierre Seurat och Paul Signac. Studier i hur färger upplevs under olika förhållanden var ett ofta förekommande moment på schemat. I hans undervisning ingick även pointillistiska övningar i en radikal postimpressionistisk teknik, vilket speciellt påverkade Holmströms tidiga produktion där hon ofta tillämpade en mosaikartad divisionism.
I augusti 1937 beslagtog propagandaministeriet i Nazityskland 10 verk av honom på tyska museer, därför att de definierades som entartete Kunst. 9 av dem fanns på Württembergische Staatsgalerie i Stuttgart och en akvarell på Schlesisches Museum der Bildenden Künste. Det var sammanlagt 5 akvareller och 5 teckningar. Konstsamlaren Emanuel Fohn bytte till sig allihop 1939 direkt ur ministeriets värdedepå. Fyra av akvarellerna skänktes 1964 till Pinakothek der Moderne i München. Fyra av teckningarna förvärvades 1995 av Albertina i Wien.

## Galleri

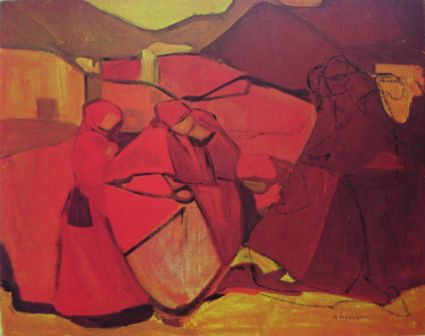
Komposition in Rot (1905), Sprengel Museum i Hannover.
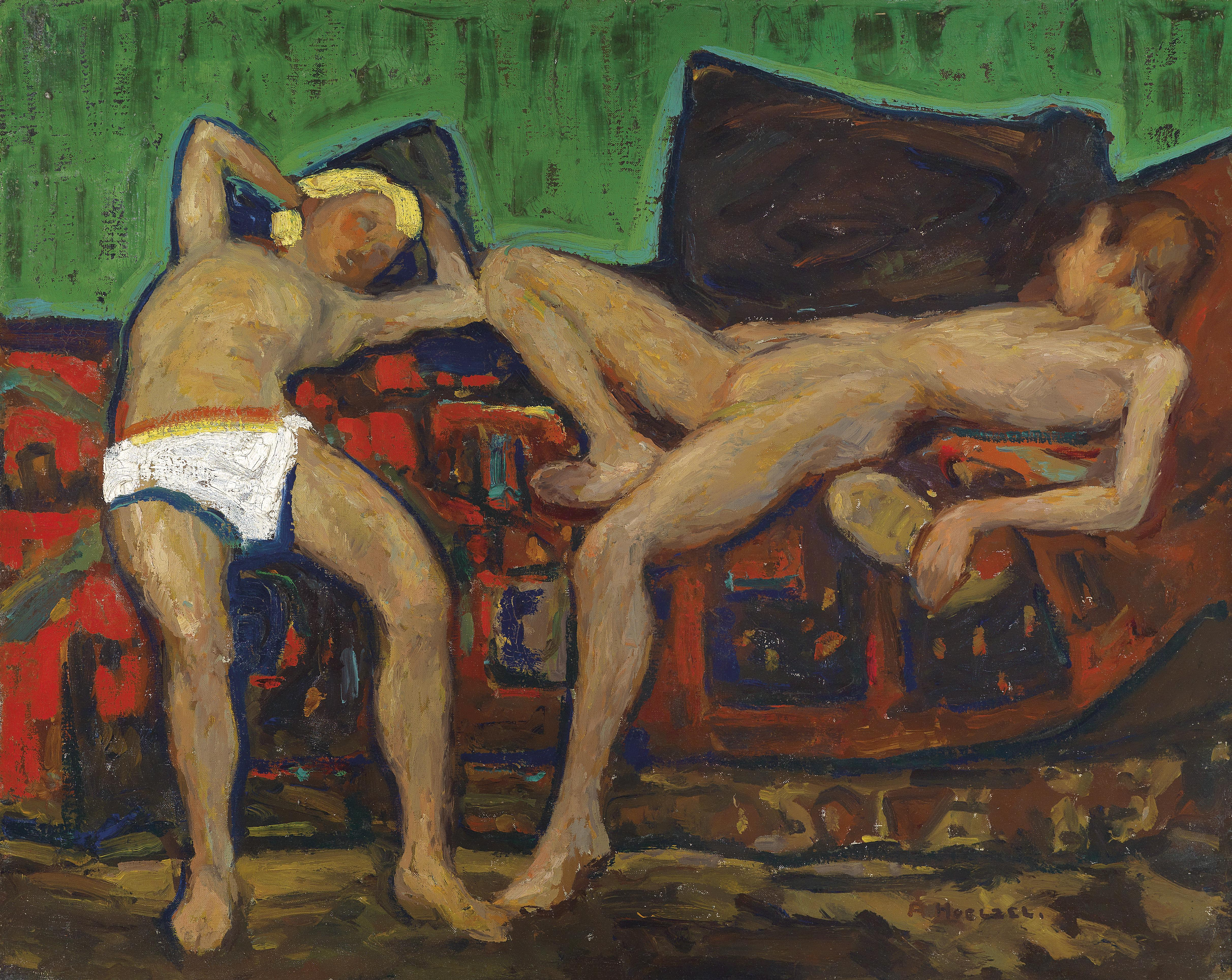
Zwei ruhende Akte (1908), olja på duk, 68,5 x 85 cm.
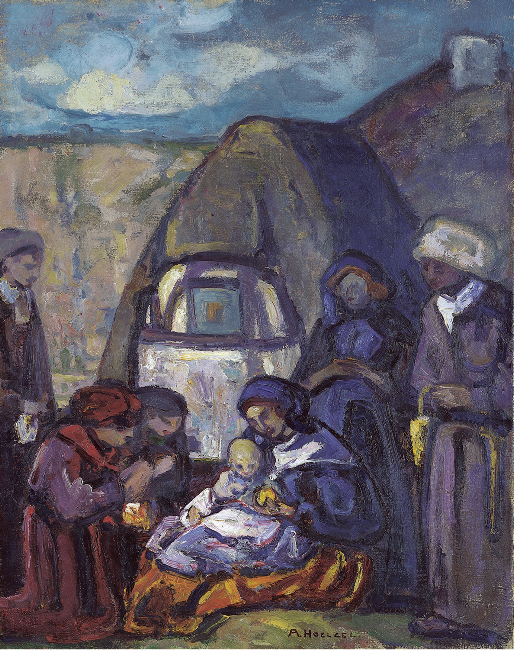
Anbetung (1912), olja på duk, 85 x  67 cm.
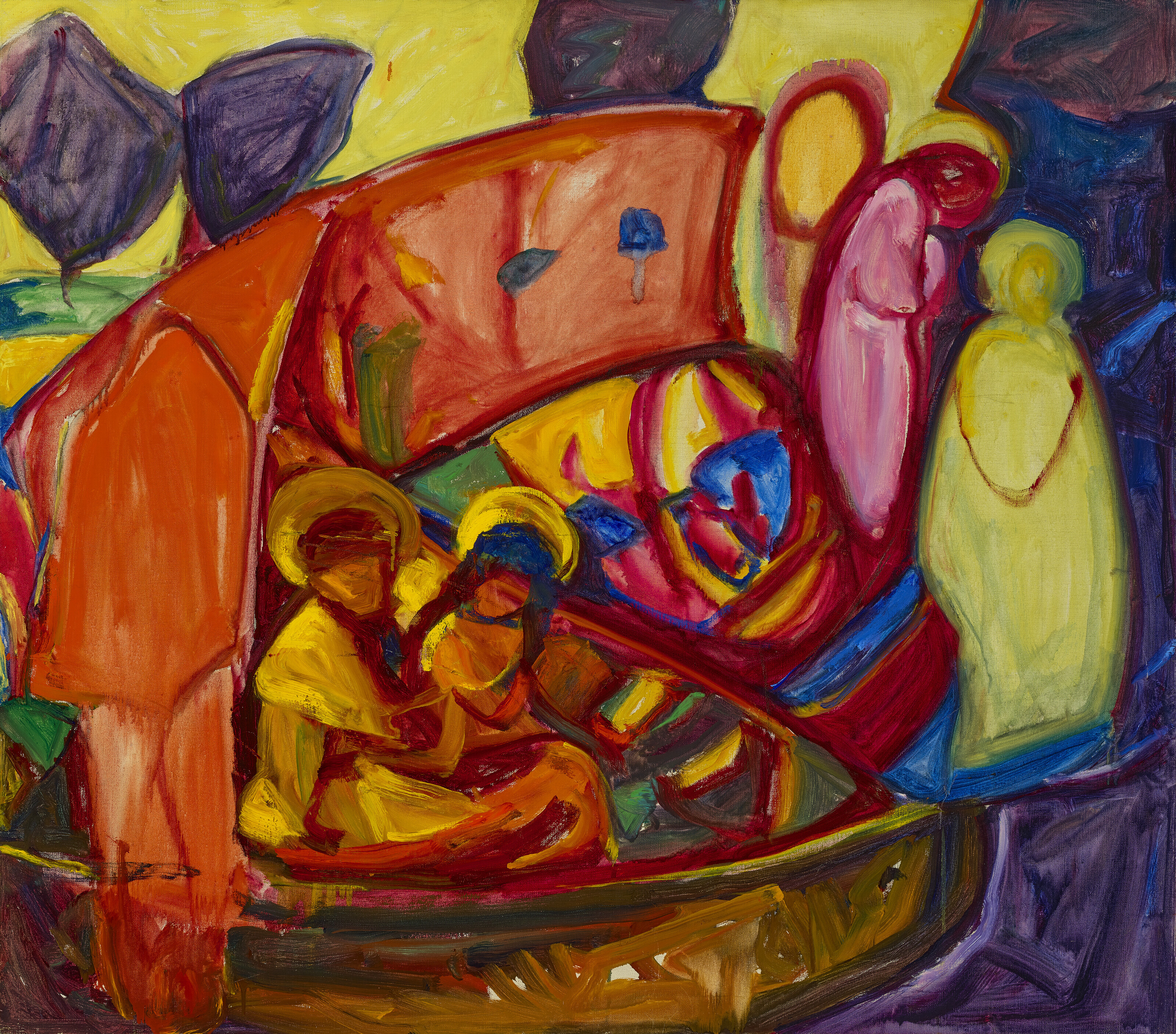
Komposition (Anbetung Heilige Ursula) (1914), olja på duk, 111 x 125 cm.
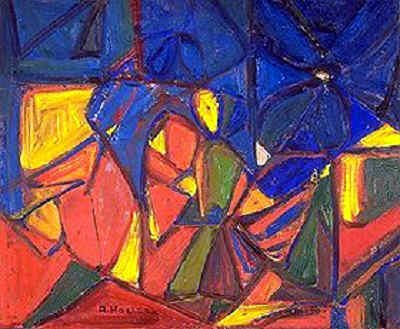
Abstraktion II (1915-1916), Staatsgalerie Stuttgart.
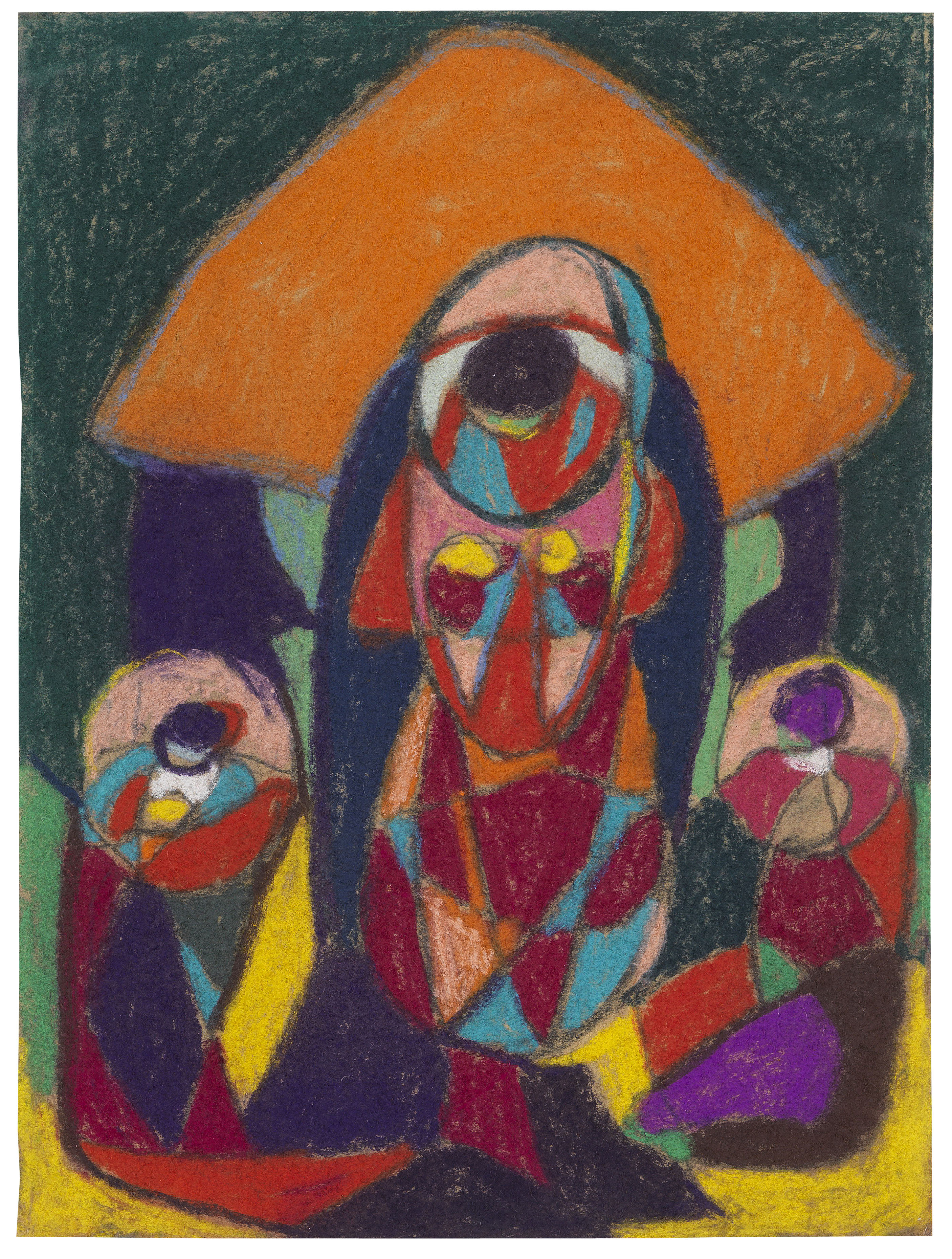
Ohne Titel (1920-talet), pastell på velourpapper,  33,7 x 25,3 cm.
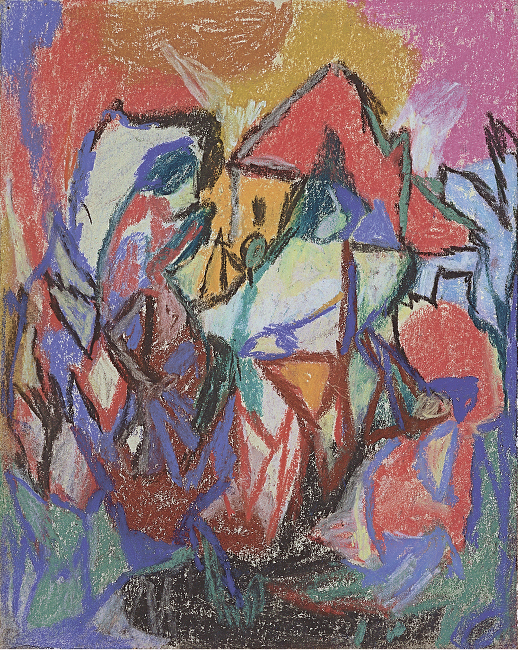
Komposition (1920-talet)
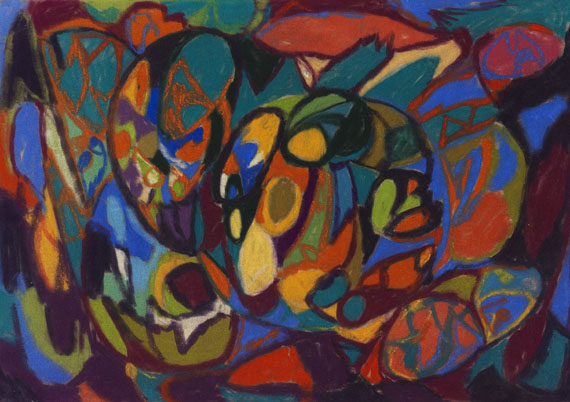
Figuren in großer Landschaft (1925),